# Erucius
Erucius is een geslacht van rechtvleugeligen uit de familie Chorotypidae. De wetenschappelijke naam van dit geslacht is voor het eerst geldig gepubliceerd in 1875 door Stål.

## Soorten
Het geslacht Erucius omvat de volgende soorten:
- Erucius mjobergi Bolívar, 1944
- Erucius tenuis Brunner von Wattenwyl, 1898
- Erucius apicalis Westwood, 1841
- Erucius bifasciatus Stål, 1877
- Erucius brunneri Bolívar, 1914
- Erucius dimidiatipes Bolívar, 1898
- Erucius dusmeti Bolívar, 1930
- Erucius erianthoides Bolívar, 1944
- Erucius fruhstorferi Bolívar, 1930
- Erucius labuanensis Bolívar, 1930
- Erucius magnificus Rehn, 1904
- Erucius moultoni Bolívar, 1930
- Erucius pictus Saussure, 1903
- Erucius sarawakensis Bolívar, 1944
- Erucius singularis Bolívar, 1944
- Erucius stali Bolívar, 1930
- Erucius staudingeri Bolívar, 1930
- Erucius vitreus Westwood, 1841
- Erucius willemsei Bolívar, 1930